# Scharnaval
Het Carnaval van Schaarbeek of genaamd Scharnaval, een traditie die meer dan een eeuw geleden ontstond als Pogge Kermis. Het carnaval kreeg de naam 'Scharnaval' in 1998. Het evenement heeft veel pauzes gekend, maar bestaat op de dag van vandaag nog altijd. Het staat bekend als de oudst bestaande stoet van Brussel.

## Geschiedenis
De eerste editie dateert van het einde van de 19de eeuw. In 1894 werd er een allereerste carnavalsoptocht georganiseerd door het Comité de la Press Schaerbeekoise. Dit was georganiseerd door een lokale persvereniging ten voordele van het liefdadigheidswerk in de gemeente.
Tussen 1903 en 1904 werd de traditie van de carnavalstoet verdergezet. Dit gebeurde door de vereniging Cercle place Colignon-Attractions. Het doel van deze vereniging was een bijdrage leveren aan de ontwikkeling en de welvaart van de handel in Schaarbeek. De vereniging organiseerde de optochten in samenwerking met het gemeentebestuur in teken van een liefdadigheidsinstelling voor arme kinderen.

### Oorlog
De Eerste Wereldoorlog riep een halt toe tot het carnaval. Het werd hernomen in 1921 door Leopold Cromps met de hulp van enkele medewerkers. Opnieuw onderbroken door een periode van oorlog werd de traditie verdergezet in 1946. Met een onvergetelijke 45ste editie in 1955 had het een exotisch karakter. Zo waren er marsmannetjes te zien uit Tongeren, een sultan en zijn harem uit Ronse, clowns uit Hasselt… Het laatste carnaval dat door de vereniging Cercle Place Colignon-Attractions werd georganiseerd was in 1978.

### Vandaag
Het evenement blijft pauzes kennen. Zo werd de voorlaatste editie georganiseerd in 2019. De inwoners van Schaarbeek moesten vijf jaar wachten op een nieuwe editie. Dit onder meer door de coronapandemie, maar ook omdat de gemeente zich wil beperken op één volksevenement per jaar. Er wordt afgewisseld tussen Scharnaval en het lichtfestival. 

## Prins of prinses Carnaval
En Prins of prinses Carnaval wordt elke editie aangeduid sinds 1998. In 2020 werd McCloud Zicmuse verkozen tot Prins Carnaval en dat voor enkele jaren. Tijdens corona kroonde hij zichzelf tot 'Prins Zonder Carnaval'.

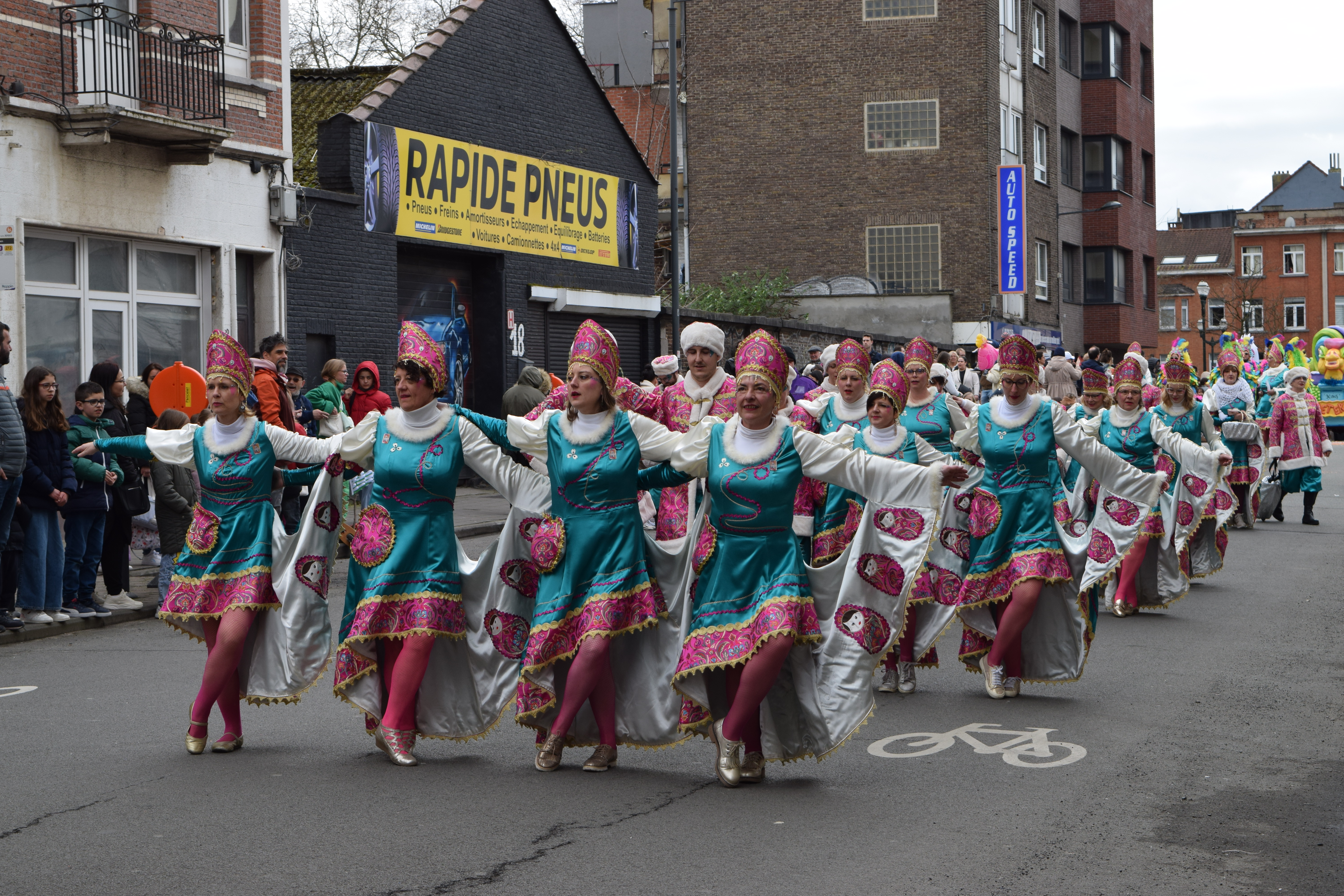
Les Djoyeux Coyotais
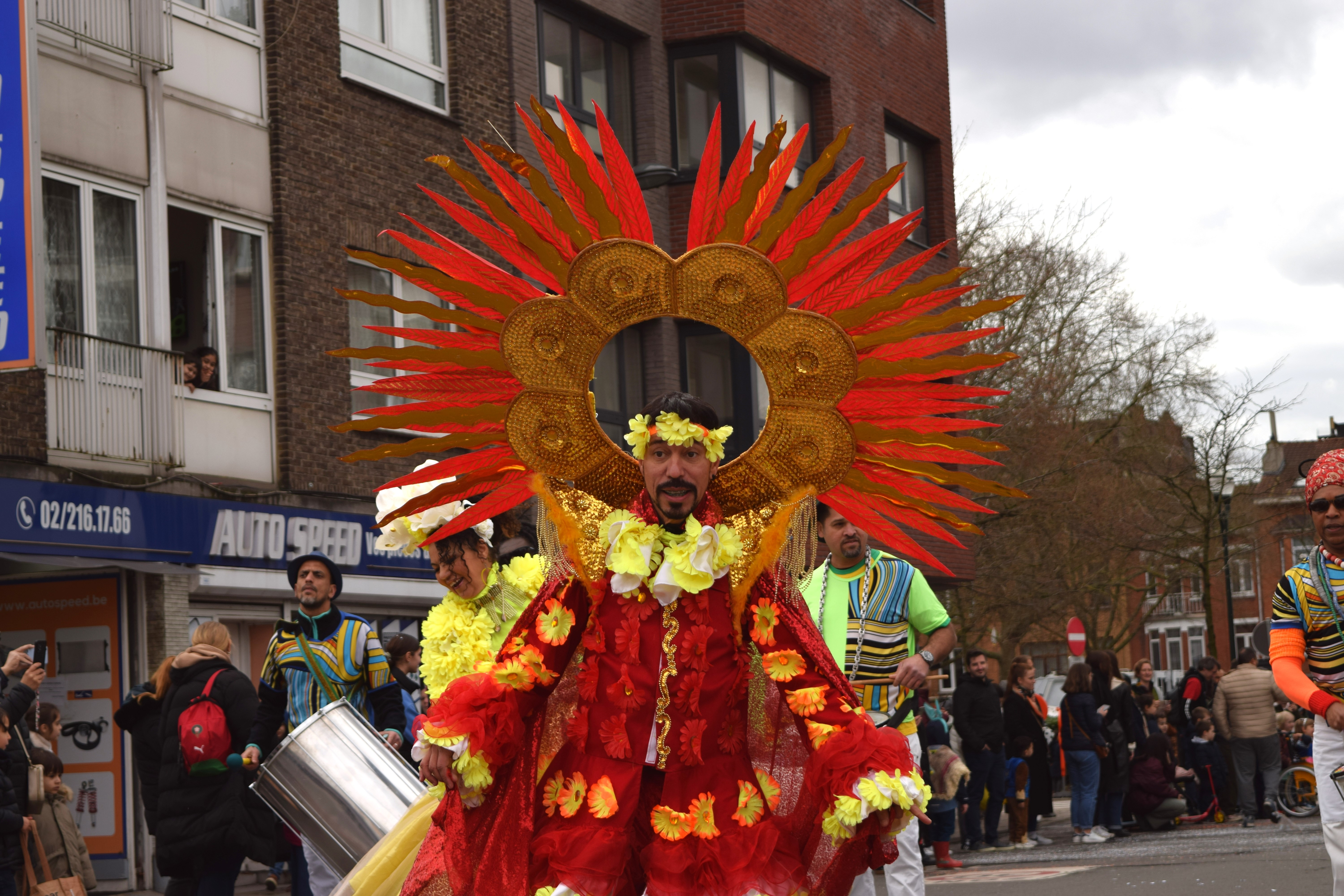
Deelname van Terra Brasil aan 91e editie van Scharnaval in 2024
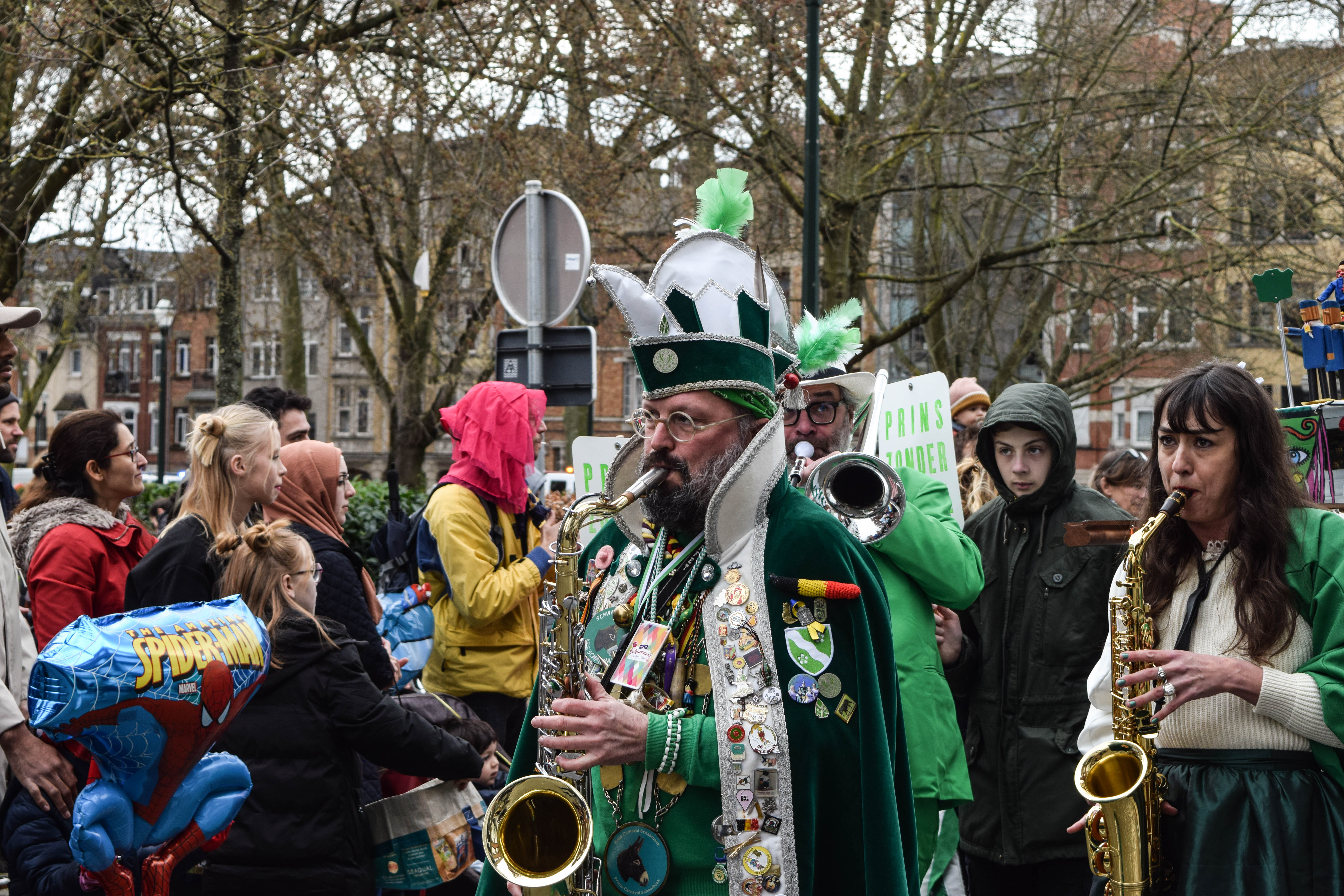
Deelname van Prins Zonder Carnaval & De Gilde in 91e editie van Scharnaval in 2024